# Irene Esser
Irene Esser, de son nom complet Irene Sofía Esser Quintero est un mannequin vénézuélienne, née à Puerto Ordaz le 20 novembre 1991. Elle est couronnée Miss Venezuela 2011.

## Biographie
Son père, d'origine germano-hongroise, est un important entrepreneur de cacao propriétaire d'une hacienda fondée en 1997. 
Après des études secondaires, elle s'installe en Angleterre où elle étudie dans le collège des arts et de technologie de Shrewsbury.

## Carrière
En 2011, elle est élue Miss Sucre 2011, puis Miss Venezuela 2011. Irène devient 2e dauphine à l'élection de Miss Univers 2012.

## Filmographie
- 2014 : Corazón Esmeralda (Venevisión) - Beatriz Elena Beltrán Salvatierra